# Yeovil Pen Mill
Yeovil Pen Mill – stacja kolejowa w mieście Yeovil w hrabstwie Somerset, na linii Heart of Wessex. Stacja położona jest 1,5 km na wschód od miasta. Jest jedną z dwóch stacji w mieście – druga to Yeovil Junction, oddalona od Pen Mill o ok. 1,5 km. Stacje nie są skomunikowane.

## Ruch pasażerski
Ze stacji korzysta ok. 104 700 pasażerów rocznie (dane za rok 2007). Posiada bezpośrednie połączenia z Bristolem, Bath Spa i  Weymouth. Pociągi odjeżdżają ze stacji w odstępach dwugodzinnych w każdą stronę.

## Obsługa pasażerów
Kasy biletowe, przystanek autobusowy. Stacja dysponuje parkingiem samochodowym na 25 miejsc i rowerowym na 12 miejsc.